# Ichijinsha

Ichijinsha Inc. (яп. 株式会社一迅社 кабусікі-гайся ітідзінся) — японське видавництво, що спеціалізується на публікації книг, журналів розважальної тематики і манги (японських коміксів). Компанія виникла в серпні 1992 року під назвою «Studio DNA» (яп. スタジオDNA), а її первісною метою була редакція сьонен-манги. У січні 1998 року Studio DNA перетворилася на акціонерне товариство і стало повноцінним видавництвом. У грудні 2001 була сформована компанія Issaisha (яп. 一賽舎), яка почала видання журналу для дівчат Comic Zero-Sum. Ichijinsha утворилася в результаті злиття Studio DNA і Issaisha в березні 2005 року.

## Журнали
У видавництві виходять такі видання, як щомісячний журнал сьонен-манги Comic Rex (з грудня 2005 року), юрі-журнал Comic Yuri Hime і, до свого закриття в 2010 році, Comic Yuri Hime S. Журнал Manga 4koma Palette (яп. まんが4コマぱれっと манга йонкома паретто) спочатку був спеціальним додатком до журналу Comic Rex. У ньому публікуються Chirochan та інші йонкоми. Наклад журналу — 70 тис. примірників.

### Comic Zero-Sum
Monthly Comic Zero Sum (яп. 月刊コミックZERO-SUM Геккан Комікку Дзеро Саму, букв. «Щомісячний журнал коміксів „Zero-Sum“») — щомісячний журнал сьодзьо-манги, що нараховує близько 600 сторінок. Він був першим журналом Ichijinsha, і після створення Comic Zero-Sum туди пішли декілька провідних авторів з G Fantasy компанії Square Enix. Наклад журналу — 120 тис. примірників. Найбільш відомими роботами, що виходять в ньому, стали  Saiyuki Reload, Saiyuki Gaiden (1999), Makai Senki Disgaea (2003) і Loveless. В даний час там також публікуються:
- #000000 ~ultra black~
- 07-Ghost
- Amatsuki
- di[e]ce
- Dolls
- Hatenkou Yugi
- Gemeinschaft
- Karneval
- Landreaall
- Magical x Miracle
- Weiß Side B (до лютого 2006 року видавалася в Zero Sum WARD)
- Xenosaga Episode I: Der Wille zur Macht
- Zion

### Zero-Sum Ward
Щокварталу виходить Gekkan Comic Zero-Sum Zoukan Ward (яп. 月刊コミックゼロサム増刊 WARD), коротка назва Zero-Sum Ward (яп. ゼロサムWARD). Тираж — 50 тис. примірників.
| - Akumazelma (アクマゼルマ) - Uwasaya (噂屋) - M Comicer (M,comicer) - Aruosumente (アルオスメンテ) - Kyoumeiseiyo! Todo Shiritsu Koukou Tosho Iinkai (共鳴せよ!私立轟高校図書委員会) - Crimson Empire — Circumstances to serve a noble (クリムゾン・エンパイア～Circumstances to serve a noble～) - Satou-kun to Tanaka-san: The blood highschool (佐藤くんと田中さん -The blood highschool) - Zanbara! (斬バラ!) - Shuushuu Taishitsu (収拾体質) - Tindharia no Tane (ティンダーリアの種) |  | - Toukaidou Hisame — Kagerou (東海道HISAME−陽炎−) - Tramp (TRAMP.) - 20860000 (ニイマルハチロクオオルリセット) - Nejimaki no Niwa (ねじまきの庭) - Haigakura (ハイガクラ) - Baku (獏〜BAKU〜) - Hi no Matoi (緋の纏) - Fukigen na Meitantei Division-0 (不機嫌な名探偵 division-0) - Black Dust Portion (ブラックダストポーション) - Bokura no Kiseki (ボクラノキセキ) |

## Імпринт
Ichijinsha Bunko
Ichijinsha Bunko (яп. 一迅社文庫) — марка, під якою видаються книги формату ранобе для юнацької аудиторії. Існує з 20 травня 2008 року.
Ichijinsha Bunko Iris
Ichijinsha Bunko Iris (яп. 一迅社文庫アイリス) — марка для публікації ранобе для дівчат. Існує з 19 липня 2008 року. Твори для дівчат включають новелізації популярної манги з журналу Comic Zero-Sum і комп'ютерних ігор, а також оригінальні твори, в яких центральне місце займає юрі чи світ в стилі фентезі.